# 五大国
五大国（）とは、ある範囲（通常は全世界だが例外もあり）を政治的・経済的・外交的・軍事的影響力などでリードする5つの大国のことである。五大国の内訳は時代や分野などによって変化してきた。現代においても「五大国」と言えど複数ある。

## 国連五大国
第二次世界大戦の戦勝国のうち、国際連合の設立に中心的な役割を果たし、なおかつ常任理事国である「Permanent 5」と呼ばれるアメリカ合衆国、イギリス、フランス、ソビエト連邦（ソビエト連邦の崩壊後はロシアに代わる）、中国（1971年に中華民国から中華人民共和国に代表権が代わった）。この常任理事国のいずれもが核拡散防止条約で特権的に核兵器の保有が認められており、軍事参謀委員会を構成する。
また、これら常任理事国の国語である英語、フランス語、ロシア語、中国語は、国際連合の公用語である。第一次世界大戦後の列強のうち、敗戦国となった大日本帝国とドイツ、イタリアが脱落し、戦勝国となったソビエト連邦と中国を加えた5か国が世界五大国と称された。
日本、ドイツ、インド、ブラジルには、自国が常任理事国に加わろうとする動きがある（G4諸国）。冷戦時代には、アメリカ合衆国とソビエト連邦が五大国の中でも抜きん出た存在であった。しかし、1989年の東欧革命・冷戦終結によりソビエト連邦の影響力は大きく低下し、更に1991年にソ連自体も崩壊したことから、2000年代初頭まではアメリカ合衆国による一極支配と言われる状態になっていた。
その後、中華人民共和国の経済成長と急速な軍備拡大・海洋進出、ロシアの天然ガスを用いた資源外交・経済成長と軍備拡大、さらには上海協力機構やBRICSなどの非米側（非西側）の枠組みの出現によって、アメリカ合衆国による一極支配は相対的に弱まっている。
国際連合安全保障理事会常任理事国
- アメリカ合衆国
- イギリス
- フランス
- 中国
- ロシア

| 国名     | 国連大使                   | 代表国                      | 元代表国                        | 国家元首                         | 政府の長                         |
| -------- | -------------------------- | --------------------------- | ------------------------------- | -------------------------------- | -------------------------------- |
| アメリカ | エリス・ステファニク       | アメリカ（1946-現在）       | —                               | ドナルド・トランプ（大統領）     | ドナルド・トランプ（大統領）     |
| イギリス | バーバラ・ウッドワード     | イギリス（1946-現在）       | —                               | チャールズ3世（国王）            | キア・スターマー（首相）         |
| フランス | ニコラス・デ・リヴィエール | フランス（1958–現在）       | フランス第四共和政（1946-1958） | エマニュエル・マクロン（大統領） | フランソワ・バイル（首相）       |
| 中国     | 張軍                       | 中華人民共和国（1971-現在） | 中華民国（1946-1971）           | 習近平主席（総書記）             | 李強（総理）                     |
| ロシア   | ワシーリー・ネベンジャ     | ロシア（1992-現在）         | ソビエト連邦（1946-1991）       | ウラジーミル・プーチン（大統領） | ミハイル・ミシュスティン（首相） |

### 現在の首脳
国連憲章第5章第23条では、常任理事国となる5か国を以下の順に定めている。

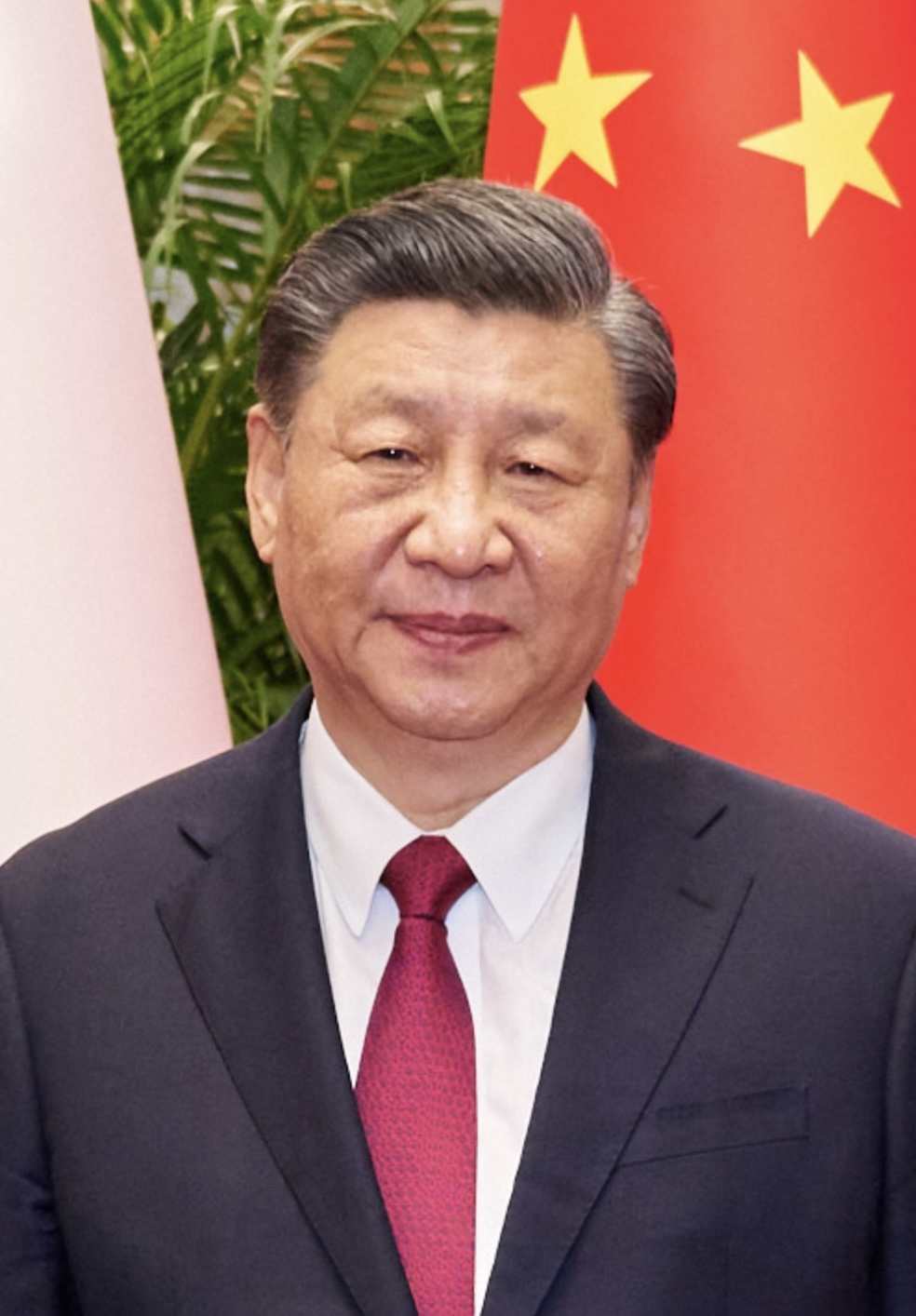
中国 習近平（最高指導者[注釈 3]）
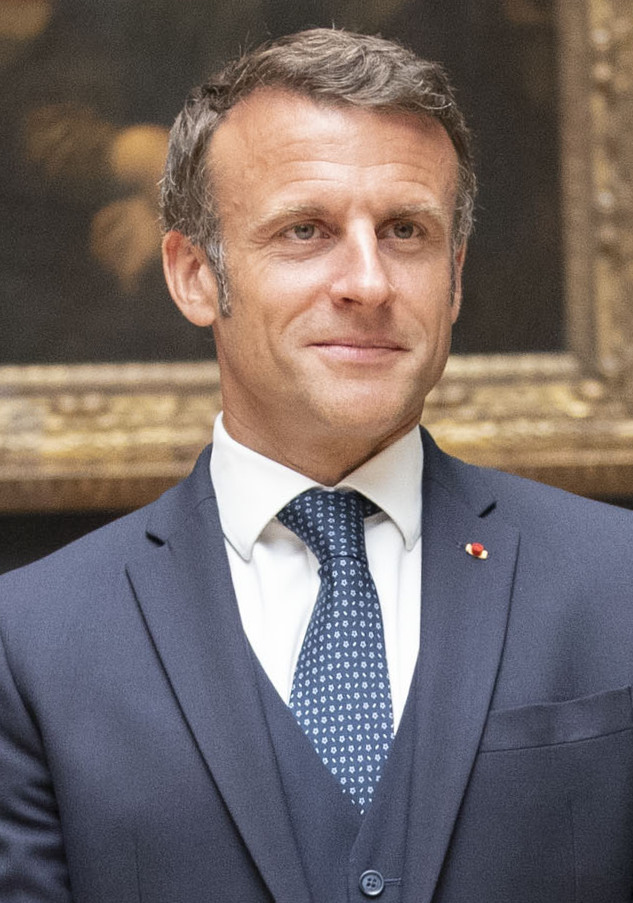
フランス エマニュエル・マクロン（大統領）
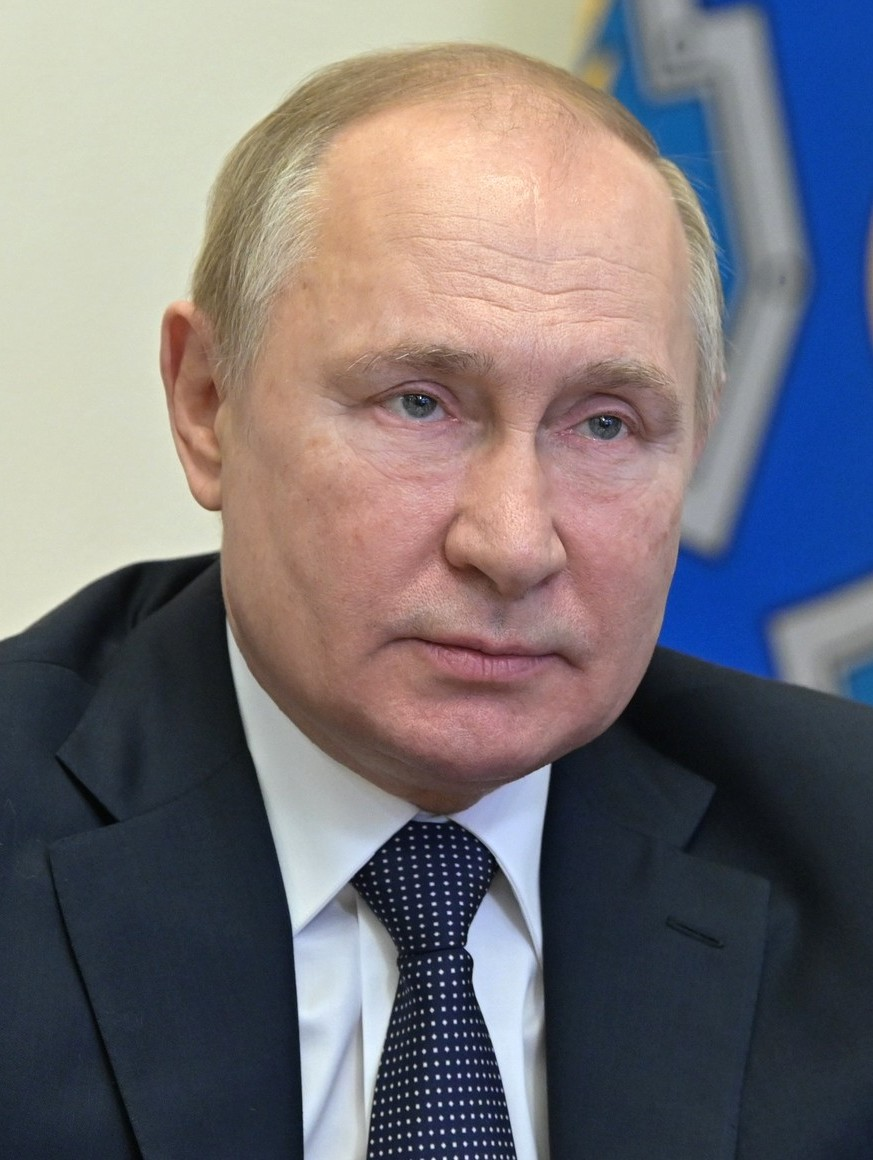
ロシア ウラジーミル・プーチン（大統領）
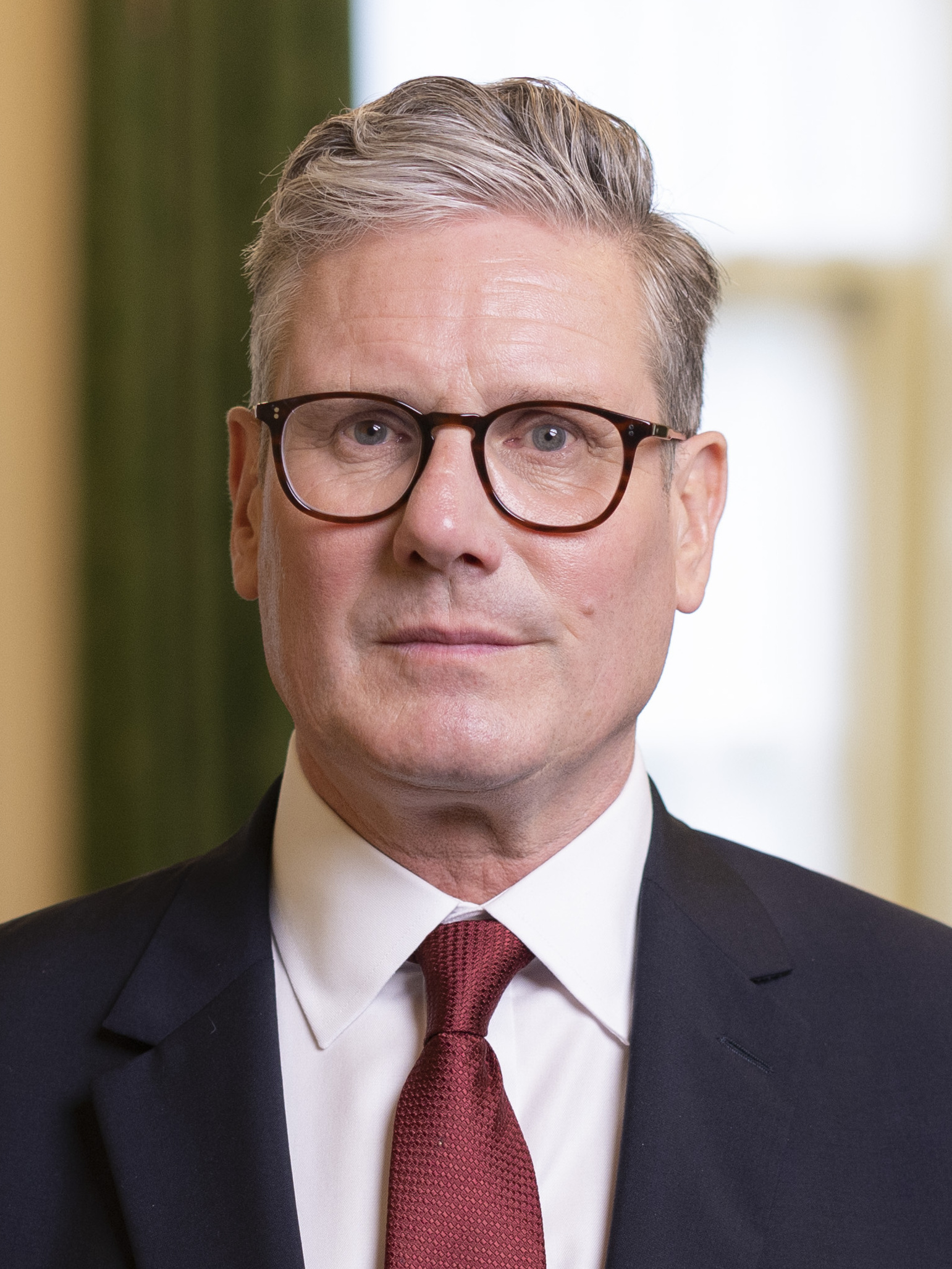
イギリス キア・スターマー（首相）
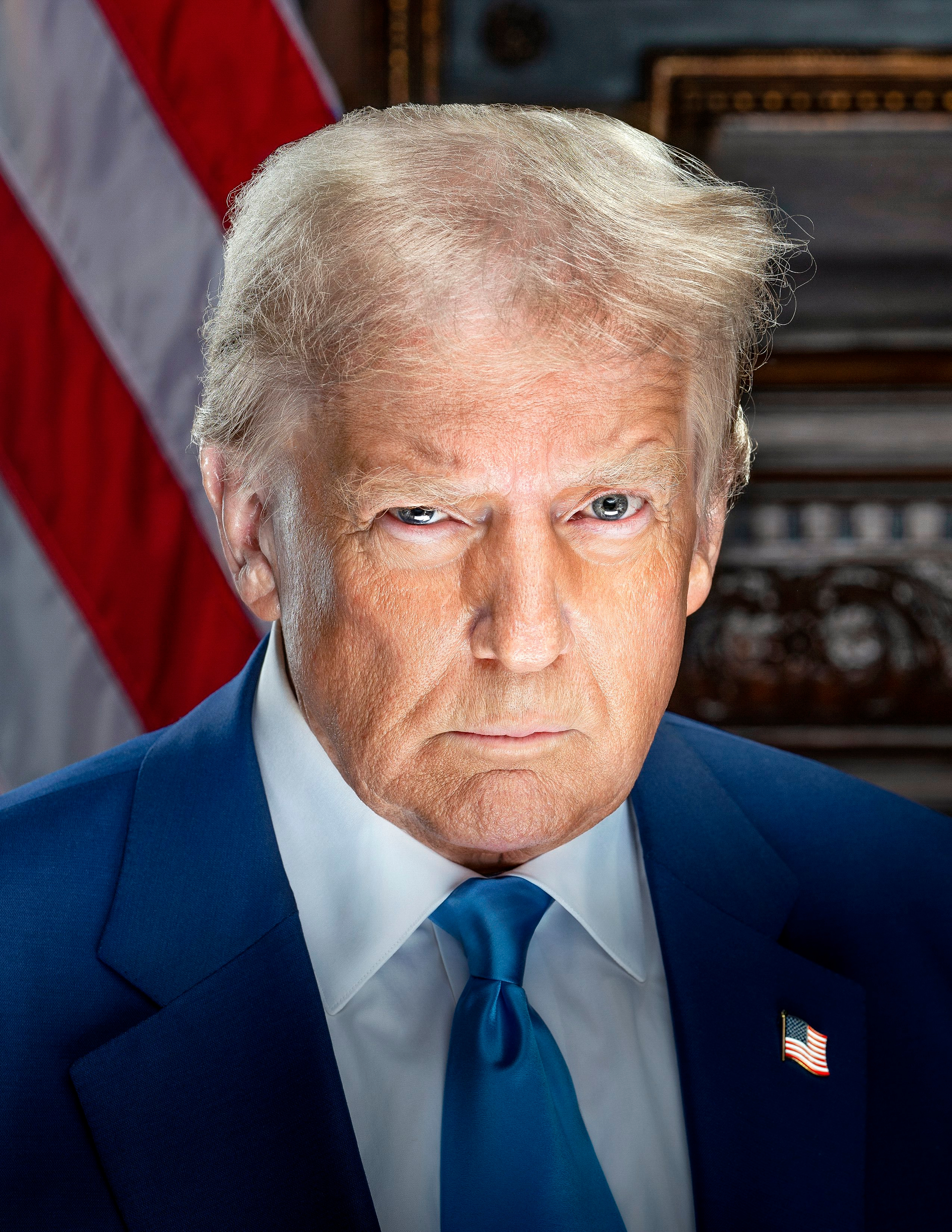
アメリカ ドナルド・トランプ （大統領）

## 先進五大国
- アメリカ合衆国
- イギリス
- フランス
- ドイツ
- 日本

いずれの国家も20世紀初頭以降に「列強」かつ「先進国」と称され、現在も国際社会に政治的・経済的影響を与えている国である。第二次世界大戦前も先進工業国として認識され、さらに戦後も民主主義国として先進工業国としての地位を維持、もしくは回復したアメリカ、イギリス、フランス、西ドイツ、日本を対象とした先進国首脳会議が1975年に計画され、その5か国が先進5か国（G5）と呼ばれる。
実際の会議にはイタリアも参加し、さらに翌年にはカナダも加わった。この7か国をもって「G7」と呼ばれる。1990年にはドイツ再統一により西ドイツが現在のドイツとなる。ソ連崩壊後に加入したロシアを入れると「G8」となるが、当時のロシアは1人あたり名目GDPが1000ドル台であり先進国とは言い難かったため、先進国首脳会議は主要国首脳会議に名称が変更された。

## その他

### ウィーン体制下
- イギリス
- フランス
- オーストリア
- プロイセン
- ロシア

ナポレオン戦争後のウィーン体制下での五国同盟（1818年に四国同盟より改称）加盟国（イギリス、フランス王国、オーストリア帝国、プロイセン王国、ロシア帝国）を五大国としている。

### 国際連盟体制下
- アメリカ合衆国
- イギリス
- フランス
- 大日本帝国
- イタリア

第一次世界大戦後はヴェルサイユ条約に基いたヴェルサイユ体制が国際関係の柱となった。戦前の列強のうち、敗戦国となったドイツ、オーストリアと、ロシア革命とその後の共産化によって国際社会から孤立したソビエト連邦が排除され、戦勝国となったアメリカ、大日本帝国、イタリアを加えた5か国が世界五大国と称された。このうち、アメリカ合衆国を除く4か国は国際連盟発足時の常任理事国であった。
アメリカは国際連盟の提唱国でありながら上院の承認を取れず、国際連盟には参加しなかった。ドイツとソビエトが国力を回復させて軍備を増強し、再び列強の一員に加わった1930年代後半になると、従来の「五大国」という括り方はされなくなっていった。

### 統一前のイタリア
- フィレンツェ
- ミラノ
- ヴェネツィア
- ローマ
- ナポリ

統一前のイタリアでは有力な都市国家（フィレンツェ共和国（メディチ家）、ミラノ公国、ヴェネツィア共和国、ローマ（ローマ教皇領）、ナポリ王国）をさして五大国と呼んでいた。